# Avalon Wasteneys
Avalon Wasteneys (North York, 31 augustus 1997) is een Canadees roeister.
Wasteneys won in Tokio de gouden medaille in de acht.

## Resultaten

### Olympische Zomerspelen
| Jaar | Plaats | Resultaten |
| ---- | ------ | ---------- |
| 2021 | Tokio  | in de acht |

### Wereldkampioenschappen roeien
| Jaar | Plaats     | Resultaten    |
| ---- | ---------- | ------------- |
| 2019 | Ottensheim | 4e in de acht |
| 2022 | Račice     | in de acht    |

1976: Goretzki & Knetsch & Richter & Ahrenholz & Kallies & Ebert & Lehmann & Müller & Wilke ·
1980: Boesler & Neisser & Köpke & Schütz & Kühn & Richter & Sandig & Metze & Wilke ·
1984: O'Steen & Metcalf & Bower & Graves & Flanagan & Norelius & Thorsness & Keeler & Beard ·
1988: Strauch & Zeidler & Haacker & Wild & Kluge & Schröer & Balthasar & Stange & Neunast ·
1992: Barnes & Taylor & Delehanty & Crawford & McBean & Worthington & Monroe & Heddle & Thompson ·
1996: Tănase & Cochelea & Gafencu & Spîrcu & Olteanu & Lipă & Popescu & Ignat & Georgescu ·
2000: Damian & Susanu & Olteanu & Cochelea & Dumitrache & Lipă & Gafencu & Ignat & Georgescu ·
2004: Florea & Susanu & Bărăscu & Papuc & Gafencu & Lipă & Damian & Ignat & Georgescu ·
2008: Cafaro & Cummins & Davies & Francia & Goodale & Lind & Logan & Shoop & Whipple ·
2012: Cafaro & Francia & Lofgren & Ritzel, Musnicki & Logan & Lind, Davies & Whipple ·
2016: Elmore & Gobbo & Logan & Musnicki, Polk & Regan & Schmetterling & Simmonds & Snyder ·
2020: Roman & Gruchalla-Wesierski & Roper & Proske & Grainger & Mailey & Payne & Wasteneys & Kit ·
2024: Rusu & Anghel & Bodnar & Lehaci & Adam & Bereș & Vrînceanu & Radiș & Petreanu